# Campina das Missões
Campina das Missões is een gemeente in de Braziliaanse deelstaat Rio Grande do Sul. De gemeente telt 6.352 inwoners (schatting 2009).

## Aangrenzende gemeenten
De gemeente grenst aan Cândido Godói, Cerro Largo, Porto Lucena, Salvador das Missões, São Paulo das Missões en Ubiretama.